# Polygala longipes
Polygala longipes är en jungfrulinsväxtart som beskrevs av Joseph Blake. Polygala longipes ingår i släktet jungfrulinssläktet, och familjen jungfrulinsväxter. Inga underarter finns listade i Catalogue of Life.